# 小倉山城 (安芸国)
小倉山城（おぐらやまじょう）は、広島県山県郡北広島町新庄字小倉山にあった城（日本の城）。吉川氏の居城で、別称で小蔵山城・紅葉山城・小倉城とも言われる。城跡は国の史跡に指定されている。

## 概要
正和2年（1313年）、吉川経高が駿河国吉川邑から安芸国大朝庄に移住し当初は駿河丸城を居城にしていたが、南北朝末期に吉川経見が近隣に小倉山城を築いた。以後「鬼吉川」と呼ばれた安芸吉川氏の拠点として栄えた。毛利元就の正室である妙玖（吉川国経の娘）も、ここ小倉山城で誕生している。
吉川元春が天文19年（1550年）に日野山城を築き、居城を移すと小倉山城はその役割を終えた。
建築物はないものの現在も多くの遺構が残っており、昭和61年（1986年）8月28日に吉川氏にかかわる六遺跡が「吉川氏城館跡」として史跡指定され、平成9年（1997年）には三遺跡が追加指定された。

## 現地情報
城跡は歴史公園として整備され、駐車場も完備している。浜田自動車道大朝インターチェンジから約5分。